# Fladnitz im Raabtal
Fladnitz im Raabtal war bis 31. Dezember 2014 eine selbständige Gemeinde mit 757 Einwohnern (Stand: 31. Oktober 2013) im Süd-Osten der Steiermark im Gerichtsbezirk Feldbach bzw. Bezirk Südoststeiermark. Der Gemeinderat hatte sich in seiner Sitzung vom 19. Februar 2013 einstimmig für die Fusion mit Kirchberg an der Raab ausgesprochen. Im Rahmen der Gemeindestrukturreform in der Steiermark ist die Gemeinde ab 2015 mit den Gemeinden Kirchberg an der Raab, Oberdorf am Hochegg und Studenzen zusammengeschlossen, die neue Gemeinde führt den Namen Kirchberg an der Raab weiter. Grundlage dafür ist das Steiermärkische Gemeindestrukturreformgesetz – StGsrG.

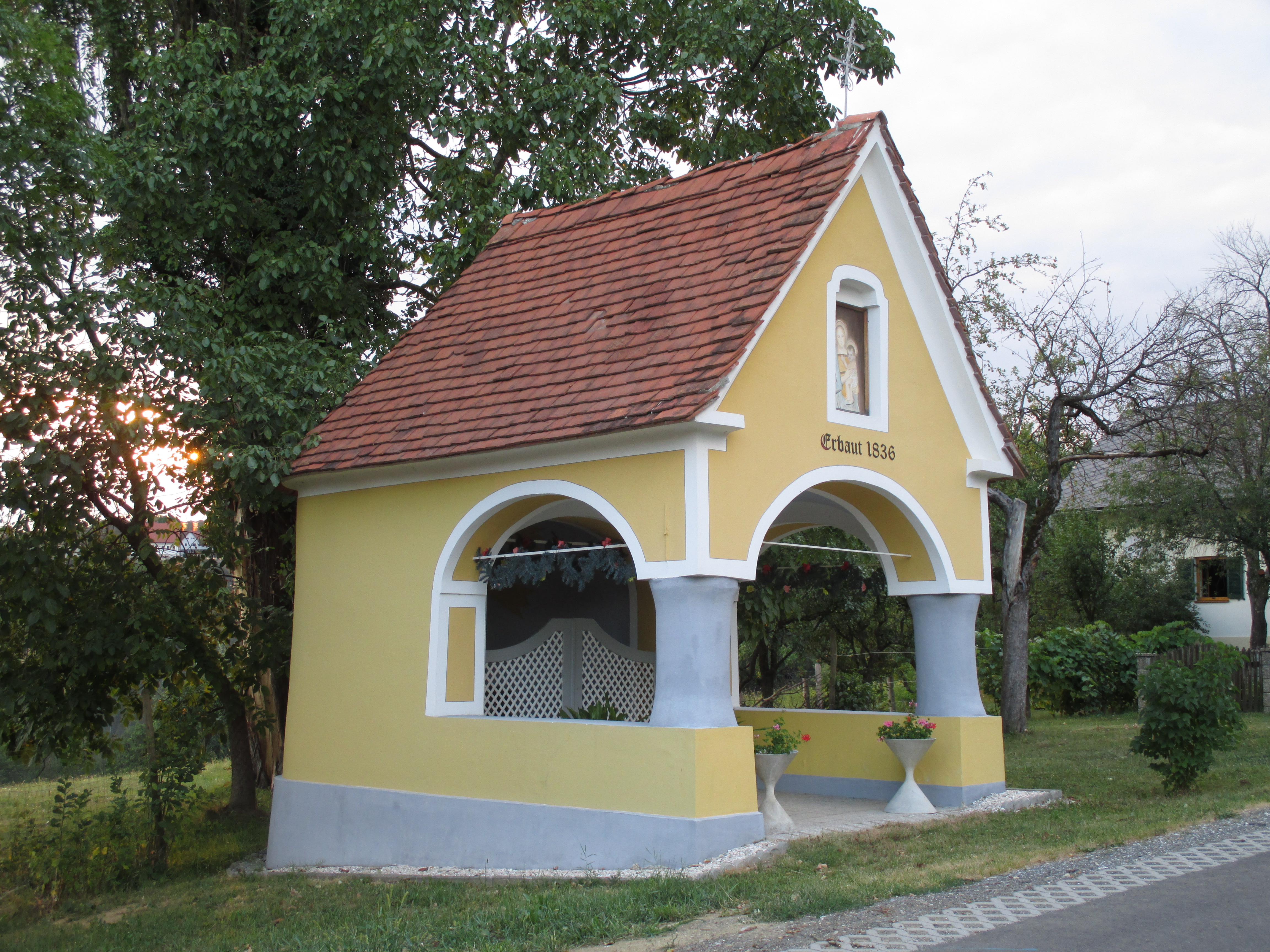
Kapelle Mitterfladnitz

## Geografie

### Geografische Lage
Fladnitz im Raabtal liegt ca. 28 km östlich von Graz und ca. 8 km nordwestlich der Bezirkshauptstadt Feldbach im Oststeirischen Hügelland. Der Ort ist über den Bahnhof Studenzen-Fladnitz der Steirischen Ostbahn an den Eisenbahnverkehr angebunden.

### Nachbargemeinden bis 2014
- im Norden: Eichkögl
- im Osten: Edelsbach bei Feldbach
- im Süden: Kirchberg an der Raab
- im Westen: Studenzen

### Gemeindegliederung
Keine Ortschaften

## Politik

### Letzter Gemeinderat
Der Gemeinderat bestand aus 9 Mitgliedern und setzte sich nach der Gemeinderatswahl 2010 aus Mandaten der folgenden Parteien zusammen:
- 7 ÖVP – stellte den Bürgermeister und den Vizebürgermeister

Bgm Mag. Katharina Tabloner, Vzbgm.Walter Loidl, Agnes Steiner, Walter Binder, Johann Weninger-Bachmann, Raimund Thiele, Erich Rainer
- 2 SPÖ – stellte den Kassier, Lotte Fuchs, Stefan Zipper

### Wappen
Die Verleihung des Gemeindewappens erfolgte mit Wirkung vom 1. Oktober 1998.

Wappenbeschreibung: „Im Schild ein goldener Balken, begleitet von goldenen Lilien, oben in Rot von zwei, unten in Schwarz von einer.“

## Kultur und Sehenswürdigkeiten

### Museen
Dorfmuseum Fladnitz

### Musik
Singkreis Fladnitz

### Sport
UFC Fladnitz

### Regelmäßige Veranstaltungen
Frühschoppen der FF Fladnitz (Juli)

## Fladnitzer Mordaffäre
Im Jahre 1950 wurde der Ort überregional bekannt durch eine Serie von Raubmorden, die sich immer freitags ereigneten, da an diesem Tag die Männer ihren Wochenlohn erhielten und als Bargeld nach Hause trugen. Die Morde wurden nie aufgeklärt. Ein mutmaßlicher Täter wurde zwar 1951 rechtskräftig verurteilt, einige Jahre später jedoch in einem Wiederaufnahmeverfahren freigesprochen, nachdem die beiden Hauptbelastungszeugen ihre Aussagen widerrufen hatten.